# ویتتون، نورفک شمالی
ویتتون (به انگلیسی: ویتون) یک روستا و محله مدنی در بریتانیا است که در نورفلک شمالی واقع شده‌است. ویتتون ۹٫۷۷ کیلومتر مربع مساحت و ۳۱۸ نفر جمعیت دارد.